# Indirana leptodactyla
Indirana leptodactyla är en groddjursart som först beskrevs av George Albert Boulenger 1882.  Indirana leptodactyla ingår i släktet Indirana och familjen Ranixalidae. IUCN kategoriserar arten globalt som starkt hotad. Inga underarter finns listade i Catalogue of Life.